# Seachtain na Gaeilge
Seachtain na Gaeilge (SnaG, dt. „Woche des Irischen“) ist eine gemeinnützige Organisation mit dem Ziel, für die irische Sprache zu werben. Dafür veranstaltet sie jährlich im März ein zweiwöchiges Festival.
Erstmals organisiert wurde diese Veranstaltung vom Conradh na Gaeilge im Jahre 1903. Finanziert wird die SnaG heute durch Foras na Gaeilge.
Das Festprogramm reicht von Musik und Kunst bis hin zum Speed-Dating. Durchschnittlich über 150.000 Menschen mit unterschiedlichem Sprachniveau des Irischen nehmen daran teil, vor allem Schüler und viele Jugendliche.
Das Motto ist: "Croí na Teanga – It’s You!" (dt. "Das Herz der Sprache - Bist Du!")